# Refaim
I Refaim, o Refaiti, sono una popolazione della Terra Promessa di cui si parla nella Bibbia. Da essi deriva il nome della Valle dei Refaim, che si trova a sud-ovest di Gerusalemme. Dai contorni misteriosi e mitici, sono descritti come discendenti di una stirpe di giganti.

## Nella Bibbia
Nell'Antico Testamento i Refaim compaiono nelle liste delle popolazioni che abitavano nella terra di Canaan, prima della conquista da parte degli Israeliti (Genesi 14,5; 15,20). Svariate regioni sono dette essere o essere state abitate da loro e da altre popolazioni loro affini, come gli Anakiti, uomini di forza e dimensioni spropositate, dai quali gli Israeliti, usciti dall'Egitto, in un primo momento si spaventarono a tal punto, da perdere la fiducia in Dio e dubitare di avere una possibilità di riuscire a conquistare la Terra Promessa. Anche gli Ammoniti e i Moabiti (due popolazioni della Transgiordania imparentate con gli Israeliti) avevano in passato affrontato questi giganti, che essi chiamavano rispettivamente "Zamzummim" e "Emim" (Deuteronomio 2,11, 18-21). La regione del Basan era però rimasta nelle mani degli ultimi superstiti dei Refaim, di cui faceva parte il re amorreo Og. Guidati prima da Mosè, poi da Giosuè, gli Israeliti attraversarono la Transgiordania e poi invasero la terra di Canaan, sterminando le popolazioni indigene, inclusi i Refaim. I Libri di Samuele però suggeriscono che alcuni di loro riuscirono a sopravvivere fino al tempo di Davide: in 2Sam 21,19-22 si parla di enormi guerrieri filistei, dei quali uno, Golia di Gat, viene chiamato discendente di Rafa. Potrebbe trattarsi dello stesso Golia, descritto appunto come un gigante, che l'ancora giovane Davide aveva affrontato armato di fionda in 1Sam 17, solo che il racconto di 2Sam 21 è ambientato successivamente, quando Davide è già re, e il combattimento con Golia viene disputato non da Davide, bensì da un campione ebreo di nome Elcanan.
Talune tradizioni vogliono che i Refaim e gli Anakiti fossero discendenti dei Nephilim citati nella Genesi, a loro volta descritti come giganti. Per la loro malvagità, Dio li fece perire nel Diluvio universale, ma qualcuno riuscì a sopravvivere, originando appunto la stirpe dei Refaim. Secondo la tradizione ebraica anche il gigante Og, re del Bashân, sarebbe uno dei Nephilim sopravvissuti alla catastrofe aggrappandosi all'Arca di Noè (Torah orale di Bereshit).
Ad ogni modo, dal punto di vista teologico, il racconto biblico ha un significato ben preciso: solo se il popolo segue fedelmente i precetti di Dio, Egli li sostiene contro nemici che altrimenti sarebbero invincibili.